# Liste der Pfarren im Dekanat Thalgau
Das Dekanat Thalgau ist ein Dekanat der römisch-katholischen Erzdiözese Salzburg.

## Pfarren mit Kirchengebäuden
| Ort              | Pfarrverband                                      | Seit | Patrozinium             | Kirchengebäude                            | Bild |
| Ebenau           | Ebenau – Faistenau – Hintersee – Hof bei Salzburg | 1699 | Hl. Florian             | Pfarrkirche Ebenau                        |      |
| Faistenau        | Ebenau – Faistenau – Hintersee – Hof bei Salzburg | 1873 | Hl. Jakobus der Ältere  | Pfarrkirche Faistenau                     |      |
| Fuschl am See    | Fuschl am See – St. Gilgen – Strobl               | 1891 | Hl. Erasmus             | Pfarrkirche Fuschl am See                 |      |
| Hintersee        | Ebenau – Faistenau – Hintersee – Hof bei Salzburg | 1891 | Hll. Leonhard und Georg | Pfarrkirche Hintersee                     |      |
| Hof bei Salzburg | Ebenau – Faistenau – Hintersee – Hof bei Salzburg | 1858 | Hl. Sebastian           | Pfarrkirche Hof bei Salzburg              |      |
| Koppl            | Koppl – Plainfeld – Thalgau                       | 1859 | Hl. Jakobus der Ältere  | Pfarrkirche Koppl Filialkirche Guggenthal |      |
| Plainfeld        | Koppl – Plainfeld – Thalgau                       | 1891 | Hl. Leonhard            | Pfarrkirche Plainfeld                     |      |
| St. Gilgen       | Fuschl am See – St. Gilgen – Strobl               | 1856 | Hl. Ägydius             | Pfarrkirche Sankt Gilgen                  |      |
| Strobl           | Fuschl am See – St. Gilgen – Strobl               | 1857 | Hl. Sigismund           | Pfarrkirche Strobl                        |      |
| Thalgau          | Koppl – Plainfeld – Thalgau                       | 1182 | Hl. Martin              | Pfarrkirche Thalgau                       |      |

## Dekanat Thalgau
Das Dekanat umfasst 10 Pfarren. Die Pfarren bilden drei Pfarrverbände.